# Ủy ban Hành pháp Trung ương (Việt Nam Cộng hòa)
Ủy ban Hành pháp Trung ương của Việt Nam Cộng hòa là một cơ quan do Ủy ban Lãnh đạo Quốc gia của tập hợp tướng lãnh Quân lực Việt Nam Cộng hòa lập ra theo sắc lệnh 001/a/CT/LĐQG để điều hành chính phủ. Ủy ban này hoạt động từ Tháng Sáu 1965 đến Tháng Mười Một 1967 thì chấm dứt, nhường chỗ cho chính phủ dân sự của nền Đệ Nhị Cộng hòa Việt Nam.

## Thành phần
Chủ tịch Ủy ban Hành pháp Trung ương là Thiếu tướng Nguyễn Cao Kỳ ở cương vị thủ tướng. Thành phần Ủy ban là các viên chức được bổ nhiệm làm tổng trưởng hoặc bộ trưởng nên Ủy ban hoạt động như một nội các, mệnh danh là "Nội các chiến tranh".
Các thành viên trong Ủy ban có:
1. Bác sĩ Nguyễn Lưu Viên: Phó Chủ tịch Ủy ban Hành pháp Trung ương,
2. Bác sĩ Trần Văn Đỗ: Tổng Ủy viên Ngoại giao
3. Thẩm phán Trần Minh Tiết: Tổng Ủy viên Tư pháp
4. Luật sư Nguyễn Hữu Thống
5. Dược sĩ La Thành Nghệ
6. Giáo sư Trần Văn Kiện
7. Bác sĩ Trần Lữ Y
8. Nguyễn Xuân Phong: Ủy viên Lao động
9. Bùi Diễm: Ủy viên Ngoại giao
10. Âu Trường Thanh: Tổng Ủy viên Kinh tế Tài chánh[3]
11. Trương Văn Thuấn: Tổng Ủy viên Giao thông
12. Nguyễn Văn Trường: Tổng Ủy viên Giáo dục
13. Bác sĩ Trần Ngọc Ninh: Tổng Ủy viên Văn hóa Xã hội, kiêm Ủy viên Giáo dục[4]
14. Trung tướng Đặng Văn Quang: Tổng Ủy viên Kế hoạch[5]
15. Thiếu tướng Nguyễn Bảo Trị: Tổng Ủy viên Thông tin Chiêu hồi, kiêm Tổng cục trưởng Chiến tranh Chính trị
16. Thiếu tướng Nguyễn Đức Thắng: Tổng Ủy viên Xây dựng
17. Võ Long Triều: Tổng Ủy viên Thanh niên và Thể thao[6]

## Hoạt động
Trong những quyết định của Ủy ban Hành pháp Trung ương là dẹp nạn đầu cơ nhu yếu phẩm trên danh nghĩa "chính phủ của dân nghèo" chống tham nhũng. Một thương gia Hoa kiều tên Tạ Vinh trúng thầu xây dựng bị kết tội ăn cắp thép và bị xử tử.